# Freddie Welsh
Frederick Hall Thomas, mais conhecido como Freddie Welsh (Pontypridd, 5 de março de 1886 - Nova Iorque, 29 de julho de 1927) foi um pugilista galês, campeão mundial dos pesos-leves entre 1914 e 1917.

## Biografia
Freddie Welsh foi um fenomenal boxeador defensivo, mestre nas esquivas, rápido e que utilizava-se do contra-golpe para derrotar seus adversários. Nascido no País de Gales, imigrou junto com sua família para os Estados Unidos quando ainda era um adolescente.
Iniciou sua carreira profissional no boxe nas arenas de Filadélfia em 1905 e, por um breve período de 1907, fez algumas lutas em sua terra natal, dentre as quais destaca-se seu encontro com seu conterrâneo Jim Driscoll.
Retornando aos Estados Unidos em 1908, ganhou notoriedade após duas lutas contra o magistral Packey McFarland. Welsh perdeu o primeiro embate nos pontos em dez assaltos, mas conseguiu forçar um empate no segundo confronto, após longos 25 rounds contra o temível McFarland. Depois dos duelos contra McFarland, fechando o ótimo ano de 1908, Welsh derrotou nos pontos o fenomenal Abe Attell, então vigente campeão mundial dos pesos-penas.
Iniciou 1909 aplicando um nocaute em Ray Bronson e encerrou o ano conquistando o título de campeão inglês dos pesos-leves, ao derrotar Johnny Summers nos pontos. Defendeu seu título com sucesso em 1910, em novo duelo contra seu velho conhecido Jim Driscoll, que terminou com a desqualificação de Driscoll no 10.º assalto. Em sua segunda tentativa de defesa, já no início de 1911, acabou sendo superado por Matt Wells, tão somente para pouco mais de um ano depois tornar a recuperá-lo diante do próprio Wells.
Após um temporada vitoriosa no Canadá em 1913, derrotou Mexicano Joe Rivers e Leach Cross, em sua caminhada rumo ao título mundial dos pesos-leves. O então vigente campeão dos leves era Willie Ritchie, um oponente que Welsh já havia enfrentado e derrotado três anos antes. Realizada em Londres, em meados de 1914, a luta entre Ritchie e Welsh, valendo o título mundial dos pesos-leves, terminou com vitória de Welsh nos pontos, após 20 assaltos.
Uma vez campeão mundial dos leves, Welsh enfrentou o ex-campeão dos leves Ad Wolgast, em combate que precisou ser interrompido no 8.º assalto, depois de Wolgast ter sofrido uma fratura no braço. Welsh e Wolgast tornariam a se enfrentar mais duas vezes, ambas com resultado favorável para o ainda campeão mundial dos leves Freddie Welsh.
Welsh fez sua última defesa de título com sucesso em 1916, perante o respeitável Charley White. Em seguida, já em 1917, Welsh viria a sofrer sua única derrota por nocaute na carreira, ao perder seu título mundial para Benny Leonard.
Após sua contundente derrota para Leonard, Welsh afastou-se dos ringues momentaneamente, retornando à ativa no final de 1920, com uma vitória por nocaute sobre Willie Green. Welsh fez mais três lutas no ano de 1921 e encerrou sua carreira com uma derrota para Archie Walker. Cinco anos mais tarde, Welsh viria a falecer precocemente aos 41 anos de idade, em decorrência de problemas cardíacos.
Em 1997, Freddie Welsh juntou-se à galeria dos maiores boxeadores de todos os tempos, hoje imortalizados no International Boxing Hall of Fame.